# Coche radiológico

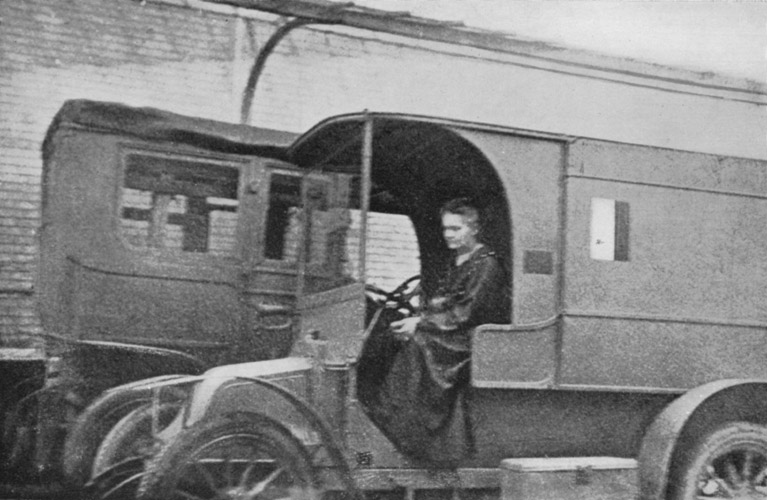
Marie Curie al volante de su coche de radiología.

Un coche de rayos X es un vehículo equipado con unidades móviles de rayos X utilizado en el frente franco-belga durante la Primera Guerra Mundial.
Dieciocho de estos coches, equipados por Marie Curie, recibieron el apodo de "La pequeña Curie» tras la publicación de la biografía de Marie Curie por su hija Ève en 1938.

## Historia

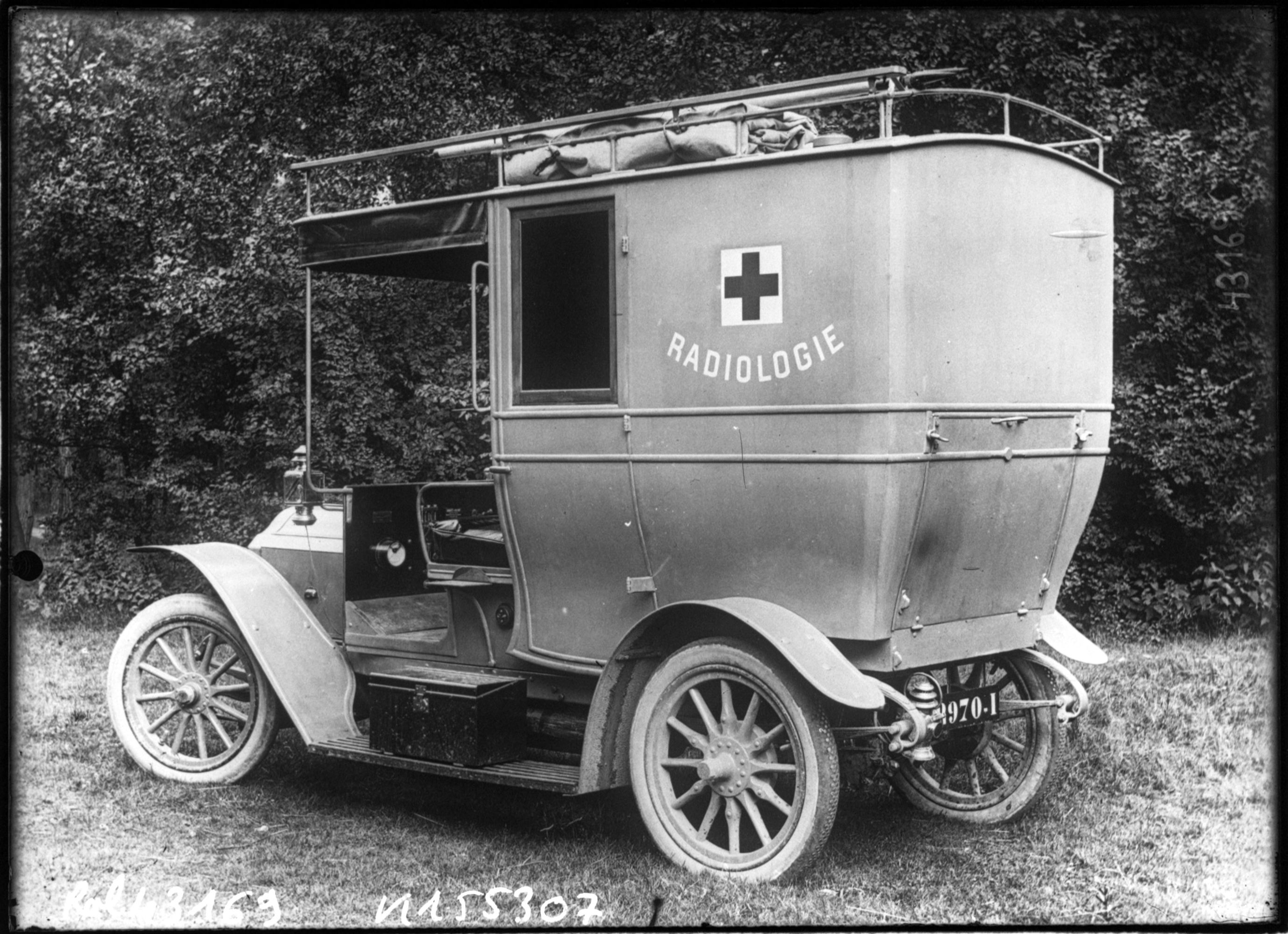
Carro radiológico tipo Massiot.

Los primeros coches radiológicos se probaron antes de la guerra. El Sr. Lesage diseñó un prototipo que se probó en 1912. El médico director Busquet y el ingeniero Massiot construyeron dos coches sobre chasis Lorraine, que desfilaron en 14 de julio de 1914. A partir de finales de agosto de 1914 se equiparon otros dos coches bajo la dirección del ingeniero Gallot.
Claudius Regaud, director del Pabellón Pasteur del Instituto del Radio (en esta función, es el homólogo de Marie Curie que dirige el Pabellón Curie del Instituto), se moviliza 6 de agosto de 1914 para la Gran Guerra como médico mayor de la 2 Jefe de una ambulancia de división, fue responsable de organizar el hospital de evacuación en Gérardmer. Fue en estas circunstancias que conoció al doctor Henri Coutard quien es responsable de los servicios de radiología allí. Ambos señalan el daño causado por la doctrina de la evacuación sistemática de los heridos y la falta de experiencia de los radiólogos (175 radiólogos asignados a 21 estaciones de radiología fijas lejos del frente), cuya disciplina emergente facilita la identificación de proyectiles (balas de metralla, fragmentos de obús) y lesiones óseas. Regaud está asignado desde el 3 de octubre de 1915 en la oficina de Justin Godart, subsecretario de Estado para la Guerra, para participar en la reforma del Servicio de Salud del Ejército. Marie Curie, tras ser relevada de sus obligaciones universitarias para participar en el esfuerzo bélico, desarrolló la radiología de campo en esa época, alentada por ambos.
Con la ayuda de la Cruz Roja y Antoine Béclère, director del servicio radiológico del ejército, Marie Curie, Premio Nobel de Física y Química, participó en el diseño de unidades móviles de radiología quirúrgica. Dieciocho furgonetas ligeras, adquiridas gracias a donaciones privadas y al Patronato Nacional de Heridos, fueron equipadas con equipos de radiología y se dirigieron a los frentes de las diversas batallas que enfrentaron a los ejércitos francés y alemán, en particular durante la batalla del Marne, en Verdún y en el Somme. Estos  "coches radiológicos", apodados "pequeños Curies» por su hija Eve en 1938, son vehículos de pasajeros equipados con máquinas de rayos X con una dinamo accionada por el motor del vehículo, lo que permite acercarse lo más posible a los campos de batalla y limitar así los desplazamientos médicos de los heridos. También permiten tomar radiografías a los enfermos, operaciones muy útiles para localizar con mayor precisión fragmentos de proyectiles y balas, y facilitar las cirugías.
Marie Curie llega el 5 de diciembre de 1914 con un coche de radiología, se dirigió al hospital militar de Furnes (frontera franco-belga). Permaneció allí una semana con su hija Irène. Realizó unas treinta misiones o viajes a hospitales y ambulancias en el frente para la instalación de estaciones radiológicas, el reconocimiento de heridos y la formación del personal, especialmente en la región de Furnes, Poperinghe, Dunkerque, Amiens, Lunéville y Verdún.
En 1916, Marie Curie obtuvo su licencia de conducir. En el Instituto del Radio, formó a 150 asistentes de radiólogo.
Marie Curie diseñó 18 coches de radiología (de los 114 fabricados en Francia) e instaló 250 estaciones de radiología fijas (su expediente indica 150) en hospitales. Indica haber realizado directamente 1000 exámenes radiológicos.